# Charaba
Charaba (arab. خربا) – wieś w Syrii, w muhafazie As-Suwajda. W 2004 roku liczyła 581 mieszkańców.